# Валлийская мифология
Валлийская мифология — политеистическая мифология валлийцев, включающая в себя народные традиции, возникшие в Уэльсе, а также традиции, развитые британцами до окончания первого тысячелетия в других местах. Часть этих традиций содержит мифологию дохристианской Великобритании, выжившую в очень изменённой форме в средневековых валлийских рукописях, таких как «Красная Книга из Хергеста», «Белая Книга Ридерха», «Книга Анейрина» и «Книга Талиесина». Стихи, такие как «Кад Годдеу» (Битва Деревьев), и мнемонические тексты, такие как «Триады острова Британия» и «Тринадцать Сокровищ Острова Британия», также содержат мифологический материал. Другие источники включают историческую компиляцию IX века «Истории бриттов» на латинском языке и хронику XII века «История королей Британии», написанную Гальфридом Монмутским, а также более поздний фольклор, например «Валлийская волшебная книга» В. Дженкина Томаса.

## Персонажи валлийской мифологии
- Араун
- Арианрод
- Король Артур
- Блодьювед
- Бранвен
- Гвидион
- Маллт-и-Нос
- Мат, сын Матонви
- Пуйл
- Рианнон
- Тилуйт Тег

## Существа валлийской мифологии
- Аванк
- Валлийский дракон
- Кошка Палуга